# Enoplognatha turkestanica
Enoplognatha turkestanica es una especie de araña araneomorfa del género Enoplognatha, familia Theridiidae. Fue descrita científicamente por Charitonov en 1946.
Habita en Asia Central.